# Jean-Luc Bouilleret
Jean-Luc Bouilleret, né le 28 octobre 1953 à Arbois dans le Jura, est un archevêque catholique français. Évêque d'Amiens de 2003 à 2013, il est nommé archevêque de Besançon le 10 octobre 2013.

## Biographie

### Formation
Il est né à Arbois dans le Jura en 1953 tandis que sa famille est originaire du village voisin de Pupillin.
Au terme d'un parcours de formation effectué au grand séminaire de Dijon, à l'Université pontificale grégorienne à Rome, à l'Institut catholique de Paris et à l'Université catholique d'Amérique à Washington DC (États-Unis), Jean-Luc Bouilleret est titulaire d'une licence de sociologie et d'un DEA de théologie. Il a par ailleurs étudié les mathématiques et les sciences humaines à Marseille de 1975 à 1977.

## Principaux ministères
Ordonné prêtre le 28 juin 1981 pour le diocèse de Saint-Claude, il a enseigné la théologie morale fondamentale au grand séminaire inter-diocésain de Dijon de 1983 à 1993 tout en gardant des ministères en paroisse, en particulier comme curé de plusieurs paroisses jurassiennes dont Orchamps et Étrepigney de 1990 à 1994.
De 1996 à sa nomination comme évêque d'Amiens en 2003, il a été appelé à Lyon, comme directeur spirituel au séminaire universitaire et enseignant en théologie morale à la l'université catholique de Lyon et au séminaire Saint-Irénée. Dans le même temps, il est accompagnateur de Chemins d'humanité, ainsi que conseiller spirituel d'une équipe EDC à Lyon.
Nommé évêque d'Amiens le 10 mars 2003, il a été consacré le 11 mai 2003 par son prédécesseur Jacques Noyer, assisté de Thierry Jordan, archevêque de Reims et Yves Patenôtre, évêque du Saint-Claude. Il nomme en 2004 vicaire général du diocèse, le père Jean-Paul Gusching,.
Il est nommé chevalier dans l'ordre de la Légion d'honneur le 2 avril 2010 pour la promotion de Pâques.
Au sein de la Conférence des évêques de France, il est membre du Conseil permanent. Il a été élu en 2011 président de la Commission épiscopale pour les ministères ordonnés et les laïcs en mission ecclésiale.
Il est nommé archevêque de Besançon le 10 octobre 2013 par le pape François, et est installé en la cathédrale Saint-Jean de Besançon le 17 novembre 2013. Conformément au code de droit canonique, en tant que nouvel archevêque métropolitain, il reçoit le pallium des mains du pape le 29 juin 2014 suivant.
Le 8 décembre 2016 à l'occasion de la célébration de l'Immaculée Conception, patronne du diocèse de Besançon, il convoque un synode diocésain dont le thème s'intitule « Osons un nouvel élan vers une Église disciple-missionnaire ». Une période de large consultation précède l'ouverture solennelle un an plus tard le 10 décembre 2017. Après deux ans de travaux et trois sessions de l'assemblée synodale, l'archevêque clôt le synode le 6 octobre 2019 et en publie officiellement les actes. La mise en application des décrets, articles et chantiers est rythmée par les visites pastorales de l'archevêque.

## Devise et armoiries
Il a pour devise épiscopale : « Sagesse-Humilité ».
Ses armoiries se décrivent ainsi : « Parti, à dextre de gueules au pampre tigé et feuillé d’argent fruité de deux pièces d’or ; à senestre d’azur à trois épis d’or rassemblés, tigés et feuillés d’argent ». Depuis sa nomination comme archevêque de Besançon son blason est timbré d’un chapeau d’archevêque (de couleur verte portant vingt houppes – usage remontant au XVIe siècle) et surmonté en pal de la croix archépiscopale. On retrouve sous l'écu le pallium que les nouveaux archevêques métropolitains reçoivent des mains du pape.

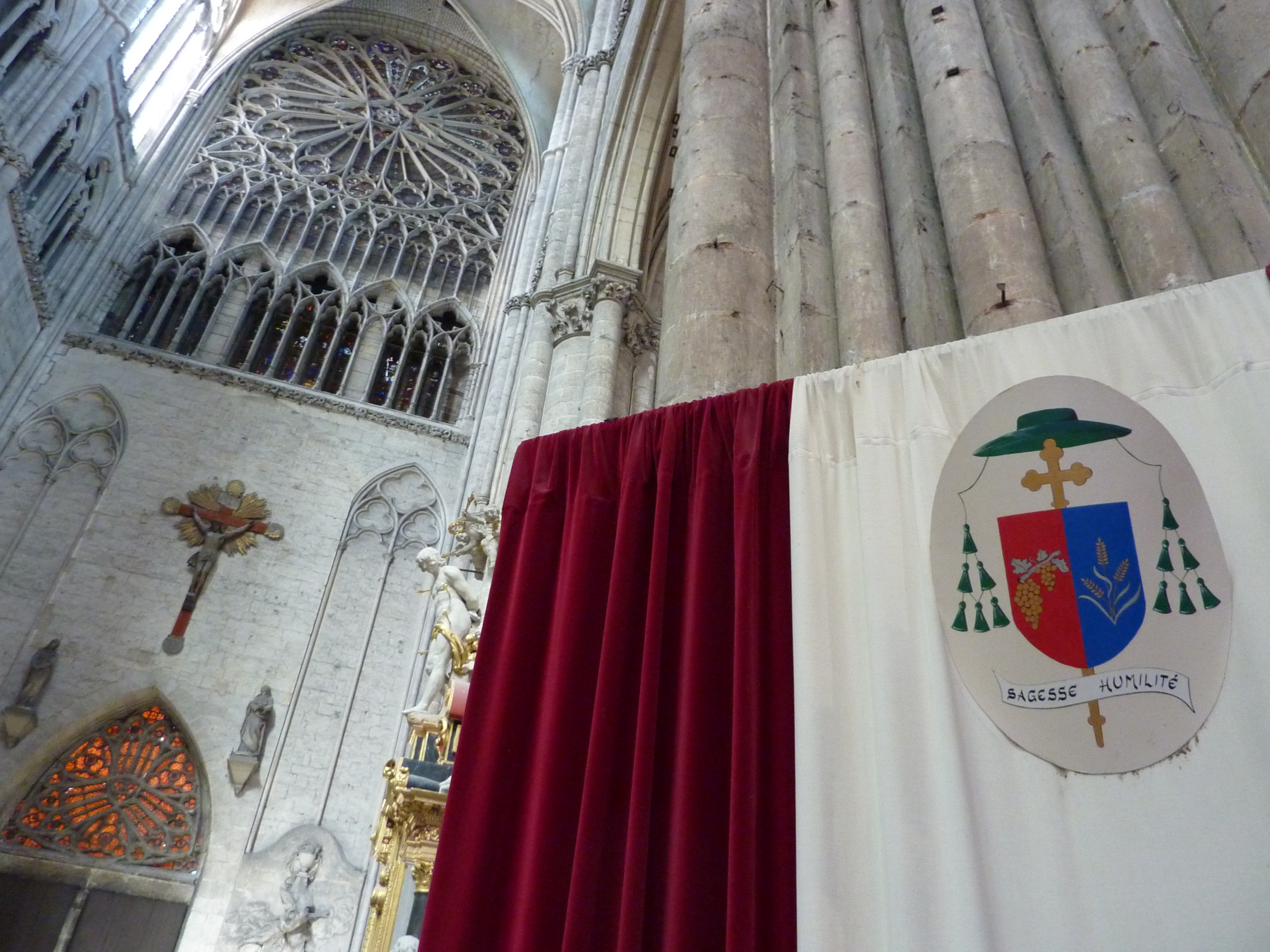
Armoiries épiscopales, croisée du transept, Cathédrale d'Amiens
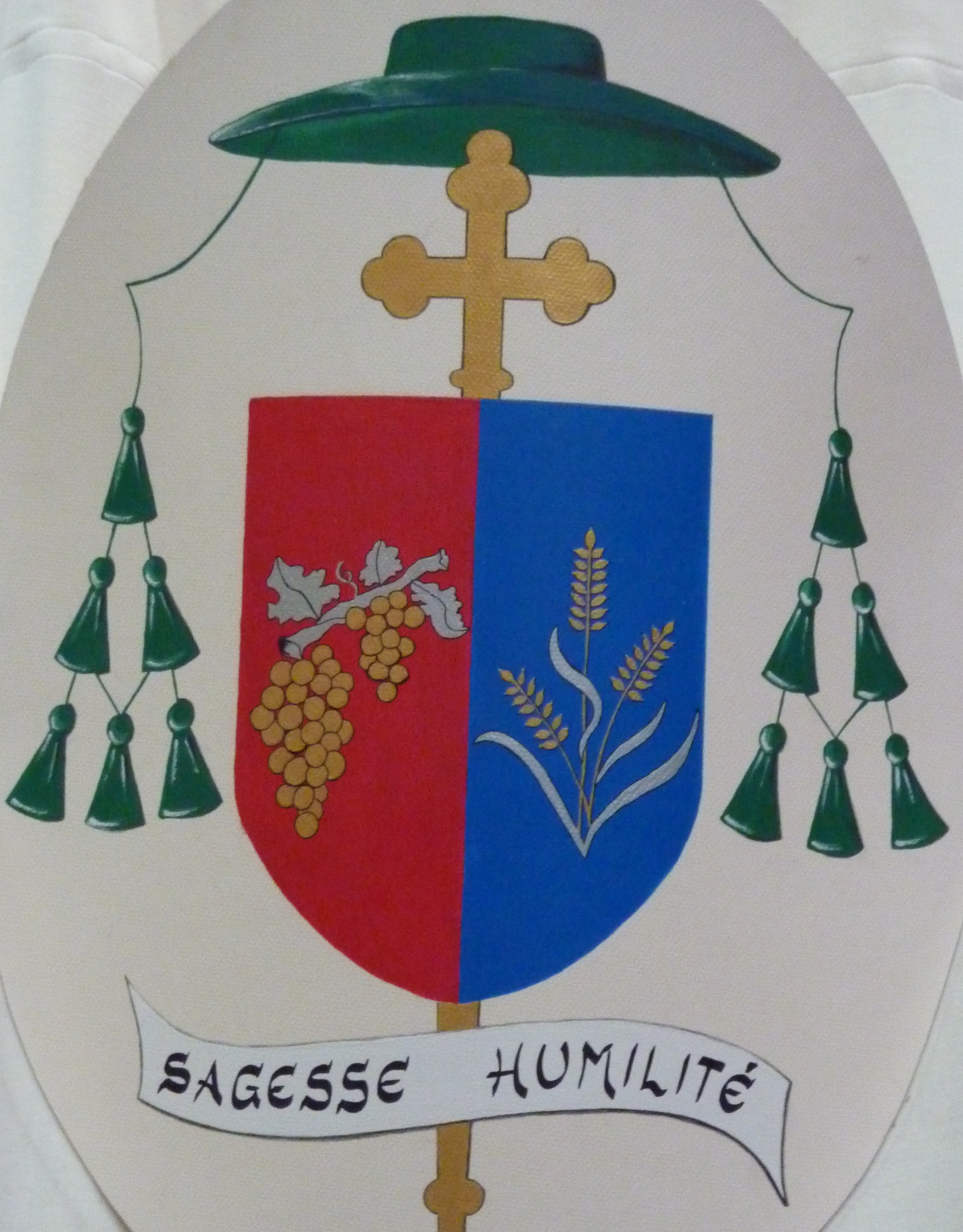
Armoiries épiscopales de Jean-Luc Bouilleret
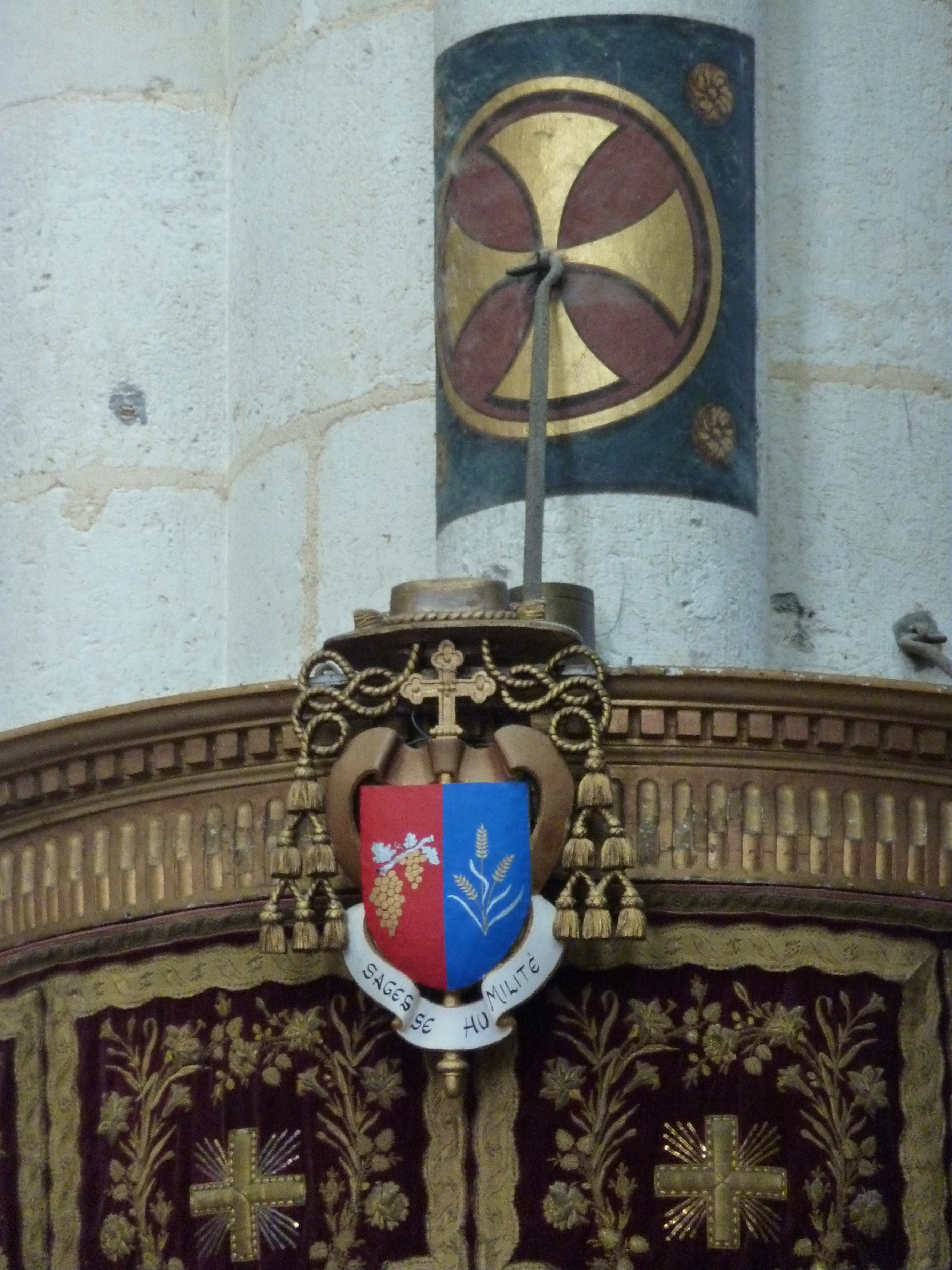
Armoiries épiscopales dans le Chœur cathédral

## Prises de position

### Opposition à la Fraternité sacerdotale Saint Pie-X
En septembre 2007, Jean-Luc Bouilleret a refusé d'accéder à la demande de la communauté traditionaliste Fraternité sacerdotale Saint-Pie-X de bénéficier d'une église du diocèse afin d'y célébrer des messes traditionnelles avec ses propres officiants. À la suite de ce refus, la fraternité Saint-Pie-X organise depuis le 11 novembre 2007 des manifestations dominicales sous forme de messe sur le parvis de la cathédrale ou devant l'église Saint-Germain,. Le 25 novembre 2007, Jean-Luc Bouilleret a pourtant autorisé la célébration, un dimanche sur deux, de messes traditionnelles à Amiens par un prêtre diocésain s'adressant aux catholiques traditionalistes qui sont en pleine communion avec le pape et l'évêque du lieu. Le 15 janvier 2008, l'évêque précise : « Je crains et regrette que certains ne comprennent pas la dimension des enjeux qui fondent l'unité de toute notre Église. Il ne s'agit pas ici simplement d'un lieu ou d'un local pour célébrer la messe » et affirme : « Je reste en contact avec les responsables de la Fraternité Saint-Pie-X sur Paris pour trouver ensemble une solution qui respecte la vérité de nos convictions ».

### Abus sexuels

#### Affaire Stéphane Gotoghian
En 2013, le curé Stéphane Gotoghian exerçant dans la paroisse de Fressenneville est déféré devant un juge d’instruction du parquet d’Amiens pour des agressions sexuelles sur des mineurs commises entre 2004 et 2005, et plus récemment entre 2010 et 2011. Il reconnaît rapidement des faits d'attouchements sexuels lors de cours d'enseignement particuliers durant sa garde à vue. À la suite de ces révélations, Jean-Luc Bouilleret confirme par communiqué de presse la suspension immédiate de Stéphane Gotoghian de toute fonction liée à son ministère. En 2005 trois prêtres alertent Bouilleret, après avoir recueilli les témoignages de jeunes garçons traumatisés. À l’audience du 9 septembre 2014, le témoignage de Bouilleret admet avoir eu connaissance de ces alertes en déclarant « Je ne suis pas un inquisiteur, je suis là pour écouter. On ne savait pas exactement ce qui s’était passé… ». Stéphane Gotoghian est condamné à trois ans de prison dont dix-huit mois avec sursis. Lors du réquisitoire, la procureure regrette le signalement tardif de Stéphane Gotoghian en pointant la responsabilité de Jean-Luc Bouilleret qui malgré des rumeurs persistantes et des signalements a simplement retiré Stéphane Gotoghian des fonctions en contact avec des adolescents, mais ne l'a jamais suspendu. Celui-ci défend sa position en déclarant « Je n'ai pas l'impression d'avoir été léger, j'ai l'impression de ne pas avoir eu suffisamment d'informations ».
En mars 2017, une enquête de Mediapart relève une liste d’évêques dans laquelle figure Jean-Luc Bouilleret, qui aurait protégé des prêtres accusés d’abus sexuels en n'alertant pas intentionnellement les autorités judiciaires sur les événements lorsqu'il était évêque d'Amiens. Il réfute cette accusation et reconnaît avoir été alerté par une famille dès 2000 du comportement de Stéphane Gotoghian et aurait encouragé la famille à porter plainte. Il affirme avoir « pris conseil auprès du procureur général d’Amiens » et signalé au procureur de la République « oralement tous les éléments en [sa] possession »,.

#### Affaire Raymond Jaccard
À la suite de plusieurs plaintes pour abus sexuels, Jean-Luc Bouilleret suspend Raymond Jaccard de ses ministères en mai 2020. L'affaire est révélé au public en janvier 2023, plus de deux ans après les premières plaintes, afin de connaître d'autres éventuelles victimes,. Le 27 mars 2023, deux associations fondées par les frères Raymond et Pierre Jaccard portent plainte pour diffamation contre l’archevêque de Besançon pour avoir, en décembre 2022, lancé au nom du diocèse un appel à témoignages concernant le père Raymond Jaccard, auteur présumé « d’abus d’ordre sexuel ». L'enquête du parquet a été close après le décès de l'abbé Raymond Jaccard, le diocèse affirme que les faits ont été corroborés par de nombreux témoignages,.